# Cratospila masneri
Cratospila masneri är en stekelart som beskrevs av Robert A.Wharton 2002. Cratospila masneri ingår i släktet Cratospila och familjen bracksteklar. Inga underarter finns listade i Catalogue of Life.